# Ибатуллин, Каримулла Хакимович
Каримулла Хакимович Ибатуллин (тат. Ибәтуллин; 1928—2011) — советский работник строительной отрасли, каменщик, Герой Социалистического Труда.

## Биография
Родился 6 марта 1928 года в деревне Бикнарат Высокогорского района Татарской АССР.
Уже в трудные годы Великой Отечественной войны начал трудиться на колхозной ниве, за что был награждён медалью «За доблестный труд в Великой Отечественной войне 1941—1945 гг.». В 1947 году Каримулла пошел учиться в Казанское училище № 33 на каменщика. С этого времени вся его трудовая биография связана с посёлком Дербышки (ныне в Советском районе Казани), где он построил много объектов — до этого пространство посёлка занимали корпуса завода КОМЗ и чистое поле. Был бригадиром в СМУ № 8 треста № 2 «Главтатстроя», возглавлял комплексную бригаду, в которую входило до 40 человек. За выдающиеся успехи, достигнутые в выполнении заданий семилетнего плана по капитальному строительству Каримулла Ибатуллин был удостовен звания Героя Социалистического Труда.
Также занимался общественной деятельностью, избирался он членом парткома треста и партбюро управления, был депутатом горсовета и членом постройкома. На заслуженный отдых вышел в 1988 году. Умер в 2011 году, похоронен в родной деревне. Супруга — Роза ханум умерла в 2014 году.

## Награды
- В августе 1966 года К. Х. Ибатуллину было присвоено звание Героя Социалистического Труда с вручением ордена Ленина.
- Также был награждён медалями.

## Память
- 9 мая 2014 года в районном центре Высокая Гора на Аллее Героев торжественно был открыт бюст Герою Социалистического Труда — Ибатуллину Каримулле Хакимовичу.[2]